# 港北インターチェンジ
港北インターチェンジ（こうほくインターチェンジ）は、神奈川県横浜市都筑区川向町にある第三京浜道路のインターチェンジである。
東日本高速道路関東支社京浜管理事務所が併設されている。

## 概要
インターチェンジ名は、開設当時の所在地である港北区にちなんだものである。
神奈川県警察高速道路交通警察隊の港北分駐所が併設されている。
2017年（平成29年）3月18日には港北ICと同位置に横浜港北ジャンクション（よこはまこうほくジャンクション）が設置され、首都高速神奈川7号横浜北線と接続した。この時には、まだ一般道から横浜北線への出入りはできなかった。
2020年（令和2年）3月22日には首都高速神奈川7号横浜北西線も接続し、横浜北線と横浜北西線から一般道へ接続する横浜港北出入口（よこはまこうほくでいりぐち）も供用開始された。

## 歴史
- 1965年（昭和40年）12月19日 : 第三京浜道路 京浜川崎IC-保土ヶ谷IC間の開通に伴い供用開始。
- 2015年（平成27年）11月2日 : 保土ヶ谷IC方面からの出口料金所の位置変更。また接続道路が川向線に変更[5]。
- 2016年（平成28年）
  - 6月5日 : 玉川IC方面からの出口料金所の位置変更[2]。
  - 12月12日 : 当インターチェンジの入口料金所の位置変更[2]。
- 2017年（平成29年）3月18日 : 首都高速神奈川7号横浜北線 横浜港北JCT - 生麦JCT間が開通[6]。
- 2020年（令和2年）3月22日 : 首都高速神奈川7号横浜北西線 横浜青葉JCT - 横浜港北JCT間が開通[3]。

## 料金所

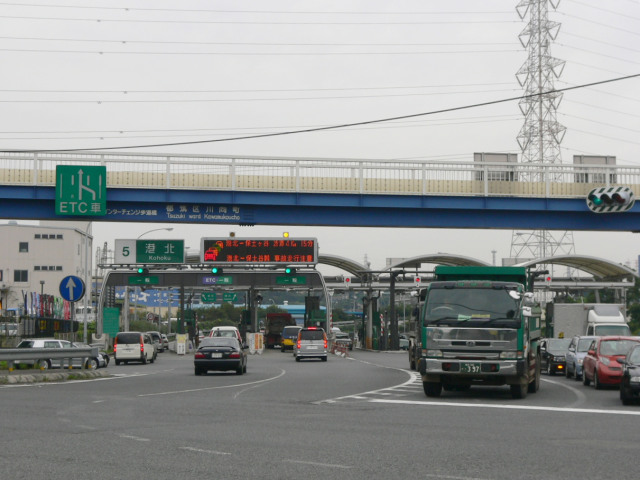
旧料金所（2004年10月撮影）

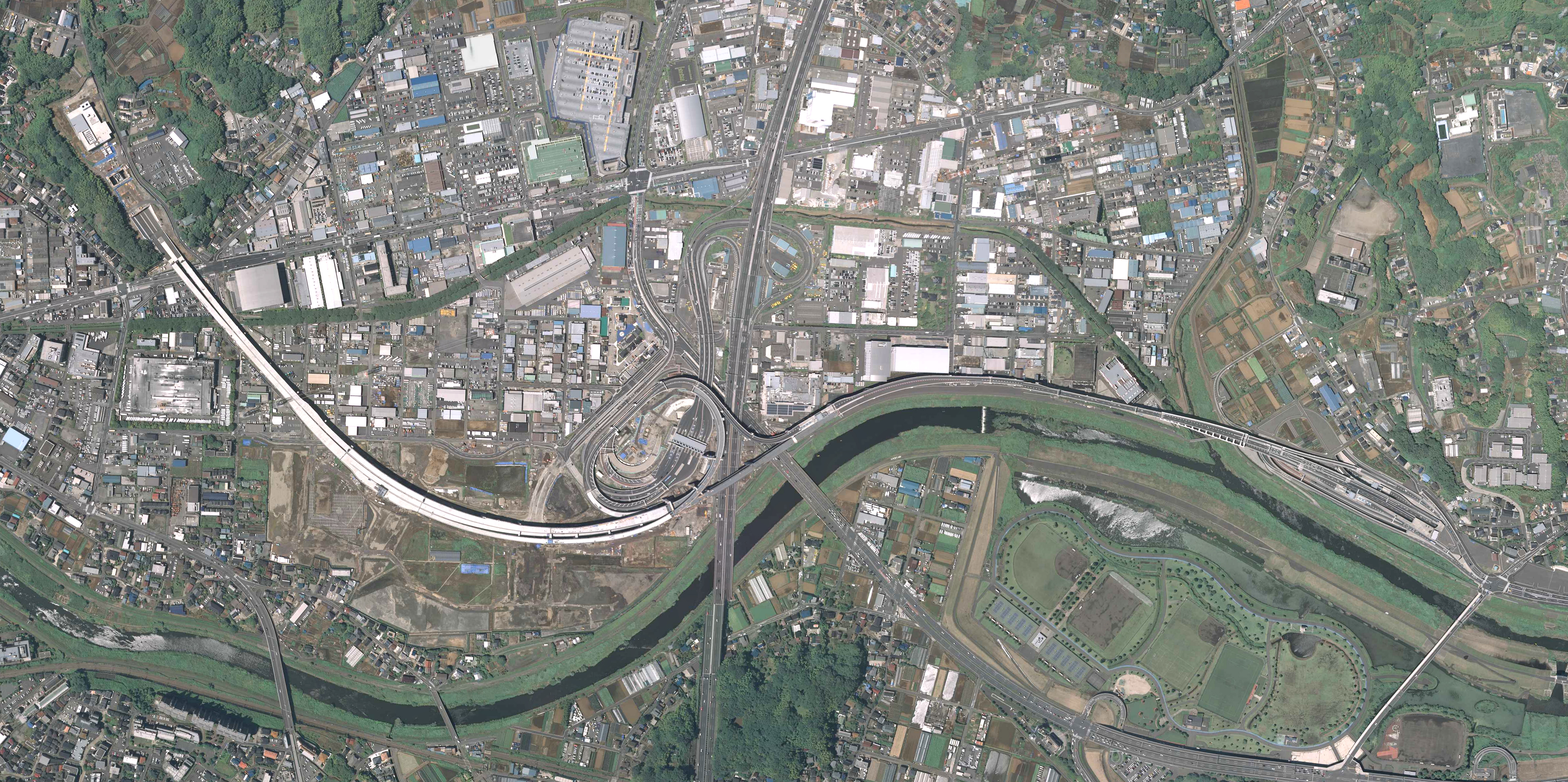
港北インターチェンジ周辺の空中写真。
。
（2019年6月16日撮影の2枚を合成作成。）

横浜北線の開通に先立ち、2015年11月2日より料金所の位置が移動された。

### 入口／横浜北線→第三京浜
- ブース数 : 4
  - ETC専用 : 2
  - ETC/一般 : 2

### 第三京浜（玉川・川崎方面）→出口／横浜北線
- ブース数 : 3
  - ETC専用 : 2
  - 一般 : 1

### 第三京浜（保土ヶ谷・戸塚方面）→出口／横浜北線
- ブース数 : 3
  - ETC専用 : 2
  - 一般 : 1

## 周辺
- 神奈川県道・東京都道140号川崎町田線（緑産業道路）
- 新横浜公園
  - 横浜国際総合競技場
- 横浜アリーナ
- IKEA港北
- 小机駅（JR横浜線）
- 新横浜駅（JR東海道新幹線、JR横浜線、地下鉄ブルーライン（3号線））
- 北新横浜駅（地下鉄ブルーライン）
- 新羽駅（地下鉄ブルーライン）
- 神奈川運輸支局
- ららぽーと横浜
- 港北の湯
- 崎陽軒横浜工場[7][8]
- 横浜市立都田小学校
- 横浜市立都田中学校

## 備考
危険物積載車両は横浜北西線方向へ入れない上、横浜北線方向に入っても隣の新横浜出入口までしか行けない。

## 隣
E83 第三京浜道路
(4)都筑IC/PA(PAは上り線のみ) - (5)港北IC/横浜港北JCT- (6)羽沢IC
首都高速神奈川7号横浜北線
(755,756)新横浜出入口 - 横浜港北JCT/(757,758)横浜港北出入口
首都高速神奈川7号横浜北西線
横浜港北JCT/(757,758)横浜港北出入口 - 横浜青葉JCT/(759)横浜青葉出入口